# Шантави рисунки-мисунки
„Шантави рисунки-мисунки“ (на английски: Looney Tunes Cartoons) е американски анимационен телевизионен сериал, разработен от Питър Браунгарт и е продуциран от „Уорнър Брос Анимейшън“, базиран е на героите от „Шантави рисунки“ и „Весели мелодии“. Сериалът прави своя световен дебют в международния фестивал на анимационния филм в Анси на 10 юни 2019 г. и се излъчва по „Ейч Би О Макс“ на 27 май 2020 г. Шестият и последен сезон е излъчен на 27 юли 2023 г.

## Озвучаващи артисти
| Актьор                 | Роля |
| ---------------------- | --- |
| Ерик Бауза             | Бъгс Бъни Дафи Дък Туити Пепе ле Пю Барнярд Доуг Марвин Марсианеца Котката Клод Кучето Чарли Хенери Хоук Невестулката До-До Френският кон |
| Джеф Бъргман           | Силвестър Елмър Фъд Фогхорн Легхорн Вълкът Ралф                                                                                           |
| Боб Бъргън             | Порки Пиг Цицеро Пиг Гремлин |
| Фред Таташор           | Таз Йосемити Сам Кучето Сам Мъгси Госамър Съдията Мумията                                                                                 |
| Пол Джулиън            | Бързоходеца (архивен запис) |
| Майкъл Руоко           | Бийки Бъзард |
| Кенди Майло            | Баба Г-ца Приси Мама Меца Вещицата Хейзъл                                                                                                 |
| Шон Кенин              | Хюби и Бърти |
| Джеймс Адомиан         | Роки |
| Кийт Фъргюсън          | Костенурката Сесил |
| Лара Джил Милър        | Петуния Пиг |
| Кевин Майкъл Ричардсън | Горилите на Гасхаус |
| Стивън Стантън         | Пийт Пума Бебе Мечок |
| Рейчъл Бутера          | Мама Бъзард |
| Карлос Алазраки        | Ирландският полицай Леприкона |
| Том Кени               | Лудия учен |
| Джеймс Арнолд Тейлър   | Руското куче |
| Кари Уолгрън           | Богатата дама Ралф Филипс Майката на Ралф Филипс                                                                                          |
| Стив Блум              | Гун и Проктър |
| Роджър Крейг Смит      | Дънк Елингтън |
| Дженифър Хейл          | Агент на недвижими имоти |
| Кори Бъртън            | Норм Макабре |
| Киони Йънг             | Диктор (еп. „Йосемити Самурай“) |

## Пускане
Последван от премиерата на Анси, първите 10 епизода на сериала са пуснати по HBO Max на 27 май 2020 г., със следващите 20 епизода от първия сезон, които са пуснати чрез 29 април 2021 г. Сериалът също се излъчва премиерно по Cartoon Network на 5 юли 2021 г., за да промотира „Космически забивки: Нови легенди“.

### Международно излъчване
В Канада, премиерата на сериала се излъчва по Teletoon на 11 октомври 2020 г. В Австралия и Нова Зеландия, премиерата на сериала се излъчва по Cartoon Network на 23 април 2021 г. Във Великобритания и Ирландия, премиерата на сериала се излъчва по Boomerang на 7 юни 2021 г. В Япония, премиерата на сериала се излъчва по Cartoon Network на 15 август 2021 г.

## В България
В България сериалът започва излъчване в стрийминг платформата „Ейч Би О Гоу“ на 7 юни 2021 г., и по-късно се излъчва по локалната версия на Бумеранг и „Картун Нетуърк“ на 1 ноември 2021 г.
По-късно сериалът се премества в преименуваната стрийминг платформа „Ейч Би О Макс“ на 8 март 2022 г.

### Синхронен дублаж
Дублажът на сериала е първоначално записан в студио „Александра Аудио“ от първи до четвърти сезон, и след това се премества в студио „Про Филмс“ от пети сезон.

#### Александра Аудио(от първи до четвърти сезон)
| Роля              | Изпълнител       |
| ----------------- | ---------------- |
| Бъгс Бъни         | Иван Велчев      |
| Дафи Дък          | Петър Бонев      |
| Марвин Марсианеца | Петър Бонев      |
| Елмър Фъд         | Георги Спасов    |
| Йосемити Сам      | Георги Спасов    |
| Силвестър         | Петър Калчев     |
| Туити             | Татяна Етимова   |
| Петуния Пиг       | Татяна Етимова   |
| Баба              | Василка Сугарева |
| Лешоядът Бийки    | Георги Стоянов   |
| Мама Лешояд       | Мариета Петрова  |

| Пост                | Име                                                                |
| ------------------- | ------------------------------------------------------------------ |
| Режисьор на дублажа | Мариета Петрова                                                    |
| Преводачи           | Милена Иванова Деница Георгиева Десислава Георгиева Силвия Вълкова |

#### Про Филмс(от пети сезон до края)
| Роля              | Изпълнител                         |
| ----------------- | ---------------------------------- |
| Бъгс Бъни         | Иван Велчев                        |
| Злият учен        | Иван Велчев                        |
| Бащата на Приси   | Иван Велчев                        |
| Дафи Дък          | Петър Бонев                        |
| Марвин Марсианеца | Петър Бонев                        |
| Порки Пиг         | Живко Джуранов                     |
| Елмър Фъд         | Георги Спасов                      |
| Йосемити Сам      | Георги Спасов                      |
| Улична котка      | Георги Спасов                      |
| Силвестър         | Петър Калчев                       |
| Алабастър Кърван  | Петър Калчев                       |
| Кучето Сам        | Петър Калчев                       |
| Хенри Мечока      | Петър Калчев                       |
| Туити             | Татяна Етимова                     |
| Петуния Пиг       | Татяна Етимова                     |
| Баба              | Василка Сугарева                   |
| Мис Приси         | Василка Сугарева                   |
| Майката на Ралф   | Василка Сугарева                   |
| Фогхорн Легхорн   | Марио Иванов                       |
| Вълкът Ралф       | Марио Иванов                       |
| Лешоядът Бийки    | Марио Иванов                       |
| Джуниър Мечок     | Марио Иванов                       |
| Ралф Филипс       | Евгения Ангелова                   |
| Вещицата Хейзъл   | Евгения Ангелова                   |
| Мама Мецана       | Евгения Ангелова (Животът е плаж)  |
| Мама Мецана       | Василка Сугарева (Нервни в киното) |

| Пост                | Име                 |
| ------------------- | ------------------- |
| Режисьор на дублажа | Евгения Ангелова    |
| Преводач            | Цветелина Атанасова |